# Браун, Маргарет
Маргарет Браун (англ. Margaret Brown), урождённая Маргарет Тобин (англ. Margaret Tobin, 18 июля 1867 — 26 октября 1932) — американская светская дама, филантроп и активистка, одна из выживших пассажиров «Титаника». После смерти её стали называть «непотопляемая Молли Браун» (англ. The Unsinkable Molly Brown).

## Биография

### Юные годы
Маргарет Тобин родилась в городе Ганнибал, штат Миссури, в семье ирландских иммигрантов Джона Тобина (1823—1899) и Джоанны Коллинз (1825—1905). У неё были два старших брата, Дэниэл (1863—1926) и Майкл (1866—1870), младший брат Уильям (род. в 1869 году) и младшая сестра Хелен (род. в 1871 году). Также у неё были старшие сводные сёстры, единокровная Кэтрин Бриджет Тобин (1856—1932) и единоутробная Мэри Энн Коллинз (1857—1934), от предыдущих браков её родителей. В 18 лет она вместе с Дэниелом, Мэри Энн и мужем Мэри Энн Джоном Ландриганом переехала в Лидвилл, штат Колорадо. Поселившись с Дэниелом в двухкомнатном бревенчатом домике, она устроилась на работу в универмаг. Там на воскресной проповеди в церкви она познакомилась с Джеймсом Джозефом Брауном (Джей-Джей), инициативным, самообразованным человеком, и в 1886 году они поженились. Маргарет всегда планировала выйти замуж не по любви, зато за богатого человека. Но получилось всё наоборот. Она говорила: 
Я хотела богатого человека, но полюбила Джима Брауна. Я думала о том, как помочь своему отцу, сделать так, чтобы он в старости ни в чём не нуждался. Но Джим был столь же беден, как были мы, и не имел никаких шансов на успех. Я боролась с собой в те дни. Я любила Джима, но он был беден. Наконец, я решила, что буду более обеспеченной с бедным человеком, которого я люблю, чем с богатым, деньги которого меня привлекают. Так что я вышла замуж за Джима Брауна.
В Лидвилле она стала заниматься соблюдением женских прав, помогая утвердить «Колорадскую главу о женском избирательном праве», а также работала в столовой, помогая семьям шахтёров. Но вскоре удача улыбнулась семейству Браунов: на скромном участке мужа была обнаружена золотая жила и супруги стали миллионерами. В браке у них родилось двое детей: сын Лоуренс Палмер Браун (1887—1949, родился в Ганнибале, штат Миссури) и дочь Кэтрин Эллен Браун (1889—1969, родилась в Лидвилле, штат Колорадо).

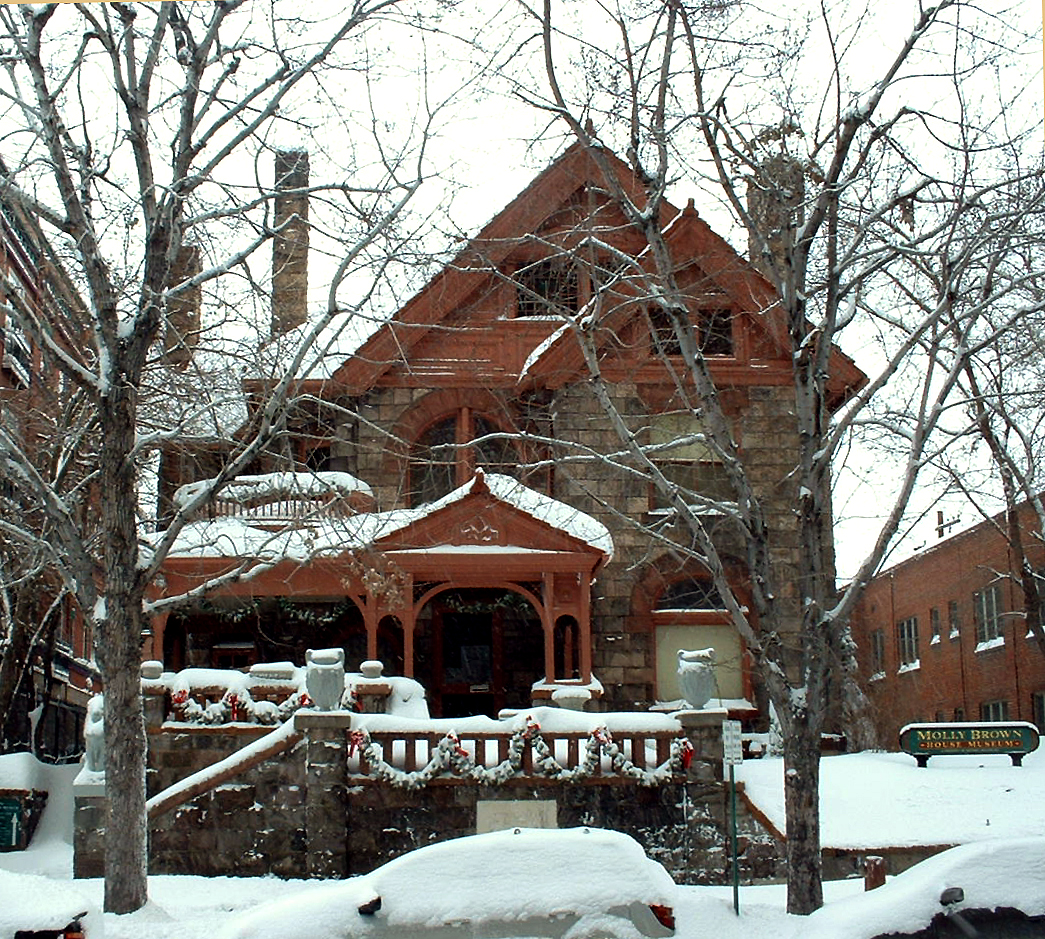
Дом Браун в Денвере

### Общественная деятельность
В 1894 году Брауны переехали в Денвер, в котором для них было больше возможностей для развития. Здесь они купили построенный в 1889 году трёхэтажный дом площадью в 706 квадратных метров, построенный в викторианском стиле из колорадского камня лавы с аккуратным песчаником. Сегодня в доме проводят выставки, иллюстрирующие жизнь Маргарет в тот период, когда она жила в этом доме.

Маргарет стала членом «Клуба денверской женщины», миссия которого состояла в усовершенствовании женских прав. Стала активисткой феминистского движения, участвовала в работе «Лиги политического равенства». В 1901 году она была одной из первых студенток, которые поступили в институт «Карнеги» в Нью-Йорке. Приспосабливаясь к жизни в светском обществе, Маргарет погрузилась в изучение искусства и иностранных языков: французского, немецкого и русского. В 1909 и 1914 году она пыталась пройти в Сенат и Конгресс; она также помогала в сборе денег для строительства «Базилики Собора Непорочного зачатия» в Денвере, которое было закончено в 1912 году. Она много ездила по стране, занимаясь защитой прав шахтёров и золотоискателей. Маргарет также работала с судьёй Беном Линдсейем, чтобы помочь осиротевшим детям, а также принимала участие в формировании «Суда по делам несовершеннолетних».
Постепенно становилось очевидным, что у супругов разное отношение к жизни. Джей-Джей никогда не хотел быть в центре внимания, Маргарет же не могла находиться в тени. Джей-Джей считал, что имя женщины может появляться в газетах в связи с её рождением, свадьбой и смертью и ни при каких других обстоятельствах, а во время знаменитых приёмов Мэгги уходил куда-нибудь в дальнюю комнату курить сигары. В 1899 году он перенёс удар, оставшись наполовину парализованным, и решил переехать в Калифорнию — климат там был получше. Маргарет же, начав путешествовать, вошла во вкус. Супруги почти не виделись, и в 1909 году, прожив вместе 23 года, они развелись. По обоюдной договорённости Мэгги получала после развода 700 долларов в месяц и ей же достался дом. С мужем, однако, она сохранила близкие отношения, которые продолжались до самой его смерти в 1909 году.
В 1911 году в Денвер приехала Сара Бернар со спектаклем «Орлёнок» по Ростану. В этой знаменитой роли Бернар играла мальчика. Маргарет, всю жизнь игравшая ту роль, которая исторически ей никак не соответствовала, была поражена игрой Бернар. Она отправилась в Париж учиться у её преподавателя и даже играла в «Клеопатре» и «Венецианском купце». Так начался её знаменитый тур по странам Старого мира, который попал на первые полосы газет.

### Титаник
Маргарет с дочерью Хелен была в Лондоне, когда получила сообщение, что её внук очень болен. Она тут же бросилась в Штаты, а Хелен в последний момент решила остаться в Лондоне. Быстрее всего оказаться в США можно было, купив билет на «Титаник».

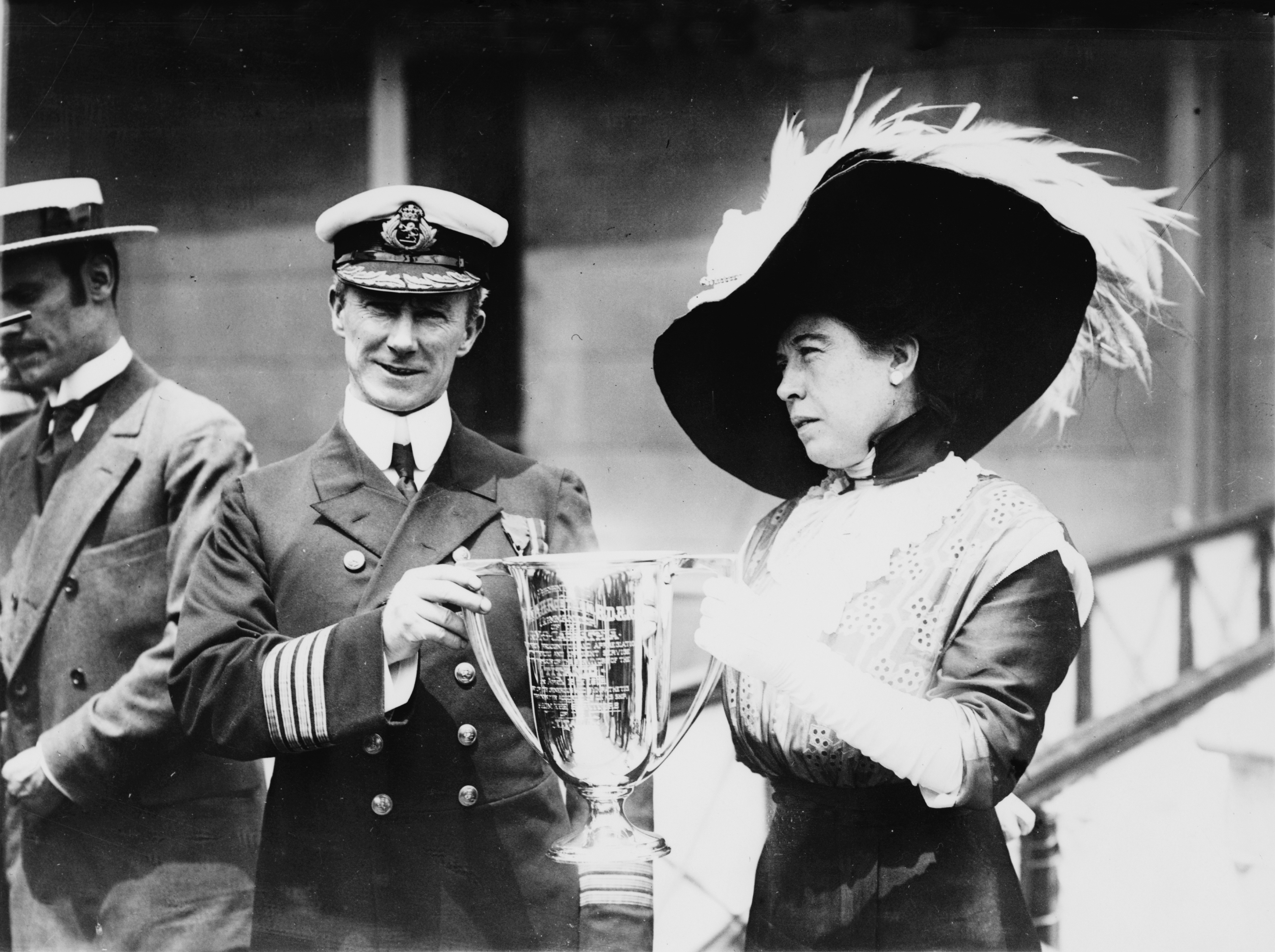
Маргарет Браун вручает капитану Артуру Рострону кубок любви от имени оставшихся в живых пассажиров «Титаника»

В тот вечер Маргарет рано вернулась в каюту, ей хотелось дочитать книгу. Столкновение с айсбергом оказалось столь сильным, что она упала на пол. Все выбежали из кают, но были уверены, что ничего страшного не произошло. Когда выяснилось, в чём дело, было уже поздно. Возникла паника. Маргарет усаживала людей в спасательные шлюпки, сама же отказывалась садиться туда: «Если случится худшее, я выплыву», — но в конце концов кто-то силой столкнул её в шлюпку номер 6, сделавшую её знаменитой.
В шлюпке могло поместиться 65 пассажиров, но реально их было лишь 26. Когда они отплывали, на корабле начали взрываться паровые котлы. «Внезапно море открылось, и словно гигантские руки обхватили корабль», — писала Маргарет. Сидя в спасательной шлюпке в обществе 24 женщин и двух мужчин, она отчаянно спорила со старшим лодки Робертом Хитченсом, требуя вернуться к месту крушения и подобрать тонущих. Когда одной из пассажирок стало холодно, Маргарет отдала той своё меховое манто. А когда холод «доконал» даже её, она приказала женщинам садиться за вёсла и грести, чтобы согреться. Будучи выходцем из низов, Молли прекрасно знала, что такое бедность, и поэтому в равной степени помогала пассажирам всех социальных слоёв. Им удалось доплыть до другого судна — «Карпатии», и там Маргарет занялась тем, что умела делать лучше всего: организацией. Она знала несколько языков и могла говорить с пассажирами из разных стран. Она искала для них одеяла и продукты, составляла списки выживших, собирала деньги для тех, кто потерял вместе с «Титаником» всё: и семью, и сбережения. К моменту прибытия «Карпатии» в порт она собрала для выживших 10 тыс. долларов. Когда лайнер прибыл в Нью-Йорк и журналисты спросили Маргарет, чему она обязана своим везением, женщина ответила: «Обычная удача Браунов. Мы ведь непотопляемые!».
Позже она организовала «Фонд спасшихся с Титаника». Она лично вручила Артуру Рострону, капитану «Карпатии», и его команде кубок любви от имени оставшихся в живых пассажиров «Титаника».

### Более поздняя жизнь
После спасения Маргарет Браун редко оставалась в родном денверском поместье. Несмотря на горький опыт «Титаника», она много путешествовала по свету с сыном Лоренсом, не вспомнив даже, что вместе с кораблём утонули 13 пар новой обуви и коллекция драгоценностей на сумму 325 тысяч долларов. Позже организованный ею «Фонд спасшихся с Титаника» был назван её именем.
Во время Первой мировой войны она работала во Франции в составе американского «Комитета по освобождению Франции». Там она помогала раненым французским и американским солдатам. Незадолго до смерти она была награждена орденом Почётного легиона за её помощь Франции в годы Первой мировой, её помощь оставшимся в живых пассажирам «Титаника» и её общественную деятельность на родине.
Маргарет Тобин Браун умерла во сне в 22:55 от опухоли мозга 26 октября 1932 года в отеле «Барбизон» в Нью-Йорке в возрасте 65 лет. 31 октября её похоронили рядом с мужем в Вестбури на кладбище «Святого Креста». На похоронах присутствовали только члены семьи, никакой надгробной речи дано не было.

### Миф Молли Браун
Легенда о «Молли Браун», амазонке, знавшей пять европейских языков и умевшей ругаться, как шахтёр, о женщине, которая могла семь с половиной часов сидеть на вёслах спасательной шлюпки, была создана репортёром из Денвера Джином Фоулером, который в 1930-х написал много историй о Маргарет Браун. Позже Кэролин Банкрофт написала вымышленное описание жизни Маргарет, которое сначала вышло в виде брошюры, а затем появилась радиопостановка. В 1960 году вышел бродвейский мюзикл «Непотопляемая Молли Браун» (именно в нём её впервые назвали Молли), где главную роль сыграла Тэмми Граймс, а в 1964 году «MGM» выпустила одноимённый фильм, где роль Маргарет «Молли» Браун исполнила Дебби Рейнольдс.
Маргарет Браун была ещё жива, когда стали появляться первые истории и легенды, а когда дочь спросила её, почему та не пытается их опровергать, Браун якобы ответила, что «это лучше, чем если бы о ней не писали ничего». После её смерти семейство Браунов сначала попыталось смягчать или исправлять легенду о Молли, а в конечном счёте и вовсе отказалось говорить с авторами, репортёрами или историками. Только недавно Брауны согласились сотрудничать с историком Крайстен Иверсен и разрешили доступ к письмам, альбомам для вырезок, фотографиям и многим другим личным вещам Маргарет, которые ранее были недоступны. Первая биографическая книга о Маргарет Тобин Браун была издана в июне 1999 года.

## Память
В Диснейленде Париж в секции Frontierland, символизирующей эпоху Золотой лихорадки на Диком Западе, есть аттракцион под названием «Пароход Молли Браун» (Molly Brown Riverboat).

## В кинематографе
Легенда о «Молли Браун» в итоге привела к тому, что хотя сама Браун появляется во многих фильмах о «Титанике», но в каждом она изображена с разной степенью реализма. Её образ (манеры, уверенность и энергия) впервые прослеживается в Мод Янг, персонаже Телмы Риттер в фильме «Титаник» 1953 года. Впервые как Молли Браун она появляется на экранах в 1958 году в британском фильме «Гибель «Титаника»». В 1979 году в фильме «Спасите «Титаник» её роль исполнила Клорис Личмен. В 1997 году в блокбастере Джеймса Кэмерона «Титаник» Браун сыграла лауреат премии «Оскар» Кэти Бейтс, а Мэрилу Хеннер в телефильме «Титаник» (1996) воплотила образ Молли, как нахальной, эксцентричной и в то же время сексуальной дамы. В 2012 году на экраны вышел телесериал «Титаник», приуроченный к столетию гибели лайнера, где роль Молли Браун исполнила Линда Кэш.

## Биография Маргарет Браун
- Kristen Iversen and Muffet Brown: Molly Brown: Unraveling the Myth Johnson Books, 1999 ISBN 1-55566-237-4.